# Abrotanella trilobata
Abrotanella trilobata Swenson, 1995 è una pianta della famiglia delle Asteraceae.